# Battletoads in Battlemaniacs
Battletoads in Battlemaniacs est un jeu vidéo de type beat them all développé par Rare et édité par Tradewest pour la Super Nintendo Entertainment System. Le jeu est sorti en Amérique du Nord en juin 1993, en Europe en octobre 1993 et au Japon le 7 janvier 1994. Il a également été porté sur la Sega Master System pour une sortie exclusivement au Brésil.

## Histoire
Les Battletoads sont invités par le professeur T. Bird à la forteresse Gyachung-L', dans le nord du Tibet, pour assister à la démonstration du nouveau jeu de réalité virtuelle créé par Psicone Corporation, T.R.I.P.S (Total Reality Integrated Playing System). C'est alors qu'un des monstres du jeu surgit de l'écran et kidnappe Michiko Tashoku, la fille du PDG de Psicone Corporation. Zitz tente de la sauver mais se fait assommer et capturer par le monstre qui retourne dans le monde virtuel, Gamescape. Silas Volkmire apparaît à l'écran et annonce son intention de transformer le monde réel en Gamescape et que Michiko et Zitz sont retenus en otage par la Reine Noire. N'ayant plus rien à perdre, Rash et Pimple entrent dans Gamescape pour sauver leurs amis et arrêter Volkmire et la Reine Noire.

## Critiques
Le jeu a été noté 6.5/10 par Gamekult et 12.6/20 par jeuxvideo.com.